# Al-Hakim bi-Amr Allah
Pour les articles homonymes, voir Hakim.
Al-Hâkim, né le 13 août 985 au Caire et disparu le 13 février 1021 à Mokattam, est le sixième calife fatimide à partir du 19 octobre 996. 
Durant les quatre premières années du règne d'Al-Hâkim, l'eunuque Bardjawân assure la régence de la maison fatimide, avant d'être exécuté. Après 25 ans d'un règne contrasté, oscillant entre cruauté et mesures libérales, le calife disparaît dans des circonstances suspectes, probablement assassiné.
À la fin de son règne, certains de ses proches le divinisent, fondant la religion druze. Il est l'objet d'un abondant débat historiographique concernant sa personnalité.

## Biographie

### Enfance et régence

#### L'accession au pouvoir d'al-Hâkim
À son accession au commandement suprême, le 14 octobre 996, al-Hâkim ne fut pas contesté, ce qui tend à montrer la stabilité de la dynastie fatimide à cette époque. Auparavant, en 993, il avait été proclamé walî al-'ahd (héritier présomptif) par Al-'azîz devant le grand-qâḍî Muhammad b. al-Nu'mân et le chef des Kutâma, al-Hasan b. 'Ammâr. Al-Hâkim entra au Caire au lendemain de la mort de son père, au cours d'une fastueuse cérémonie. Le jour d'après lui fut attribué le titre d'imâm avec le laqab d'al-Hâkim bi-amr Allâh.

#### Une courte régence objet de luttes entre le Kutama al-Hasan ibn 'Ammâr et l'eunuque Bardjawân (996-997)
En 996, al-Hasan b. 'Ammâr, chef des Berbères Kutâma, allié historique du califat, fit savoir ses ambitions pour la direction du gouvernement et fut nommé wâsita — charge d'intermédiaire entre le calife et le peuple, plus modeste que celle de vizir. Il mena une politique en faveur des Berbères négligeant Turcs, Daylamites et Noirs. Plus encore, pour asseoir son pouvoir, il fit exécuter un vizir d'al-'Azîz, Isâ b. Nastûrus. L'eunuque slave Bardjawân, tuteur d'al-Hâkim, méfiant, s'allia avec le gouverneur de Damas, Mangûtekîn, pour défaire Ibn 'Ammâr, soupçonné d'intriguer contre le calife. Ils furent défaits une première fois devant Damas.
Une seconde alliance vint à bout du pouvoir d'Ibn 'Ammâr, disgracié, il fut assassiné par la suite. Début octobre 997, Bardjawân prit la charge de wâsita.

#### La régence de Bardjawân et sa mort (997-1000)
En trois années de régence Bardjawân dut repousser l'invasion byzantine en Syrie du Nord, mater une rébellion à Tyr, et mettre fin aux troubles ayant cours à Damas et à Barqa.
Cette régence permit des relations pacifiques entre Byzance et al-Hâkim jusqu'en 1015. En effet, une année après la mort de Bardjawân, en 1001, une trêve de dix ans fut signée avec Basile II, empereur byzantin.
Al-Hâkim fit assassiner Bardjawân en 1000 au cours d'une promenade avec lui. S'ensuivirent des troubles menés par les Turcs craignant une machination des Berbères. Le calife expliqua publiquement que la tutelle devenue pesante l'avait obligé à faire tuer Bardjawân pour gouverner seul. Par la même occasion, il fit renouveler les serments d'obéissance et d'assistance à ses sujets.

### Les premières années du règne personnel
Après la mort de son tuteur, al-Hâkim régna en despote absolu, au gré de ses humeurs, quelles qu'elles soient : entre l'évergétisme le plus généreux et la violence la plus crue.
Son règne est remarquable pour le nombre considérable d'exécutions capitales qu'il a commandées et d'actes de cruauté perpétrés par lui, pour la succession des soulèvements populaires, pour des excentricités interrogeant la possible folie du calife et, enfin, pour le développement d'un culte de son image, divinisée.

#### Les fondements d'un pouvoirismaélien
La moralisation et la propagande (da`wa) ismaélienne figurent parmi ses premières préoccupations. Par exemple, en 1005, il proclame l'anathème contre les premiers califes et les compagnons du Prophète. Cette mesure fut suivie de rixes entre hadjis, surpris de trouver cet ordre placardé sur les mosquées et sur les bâtiments officiels. Cependant, le calife peina à imposer l’ismaélisme puisque deux ans plus tard, du fait des troubles qu'il causait, l'édit fut supprimé.

#### L'instauration d'un pouvoir par la terreur
Al-Hâkim établit son pouvoir sur la force. Dès les premières années de son règne il prétendit mater tout ennemi intérieur du Califat et éradiquer toute menace politique. Il procédait ainsi régulièrement à des exécutions a priori injustifiées. Vizirs, hauts fonctionnaires ou simples sujets, tout le monde pouvait craindre cette sentence. La terreur s'imposait comme moyen de gouvernement. L'assassinat de Bardjawân, l'exécution de Fahd b. Ibrâhîm en 1004, l'exécution de tous les prisonniers incarcérés ou par exemple, en 1009, les supplices infligés à plusieurs fonctionnaires chrétiens (suspension par les mains dont certains moururent) constituent un petit échantillon exemplaire de cette politique pratiquée par le calife tout au long de son règne.

#### La réaction du calife face aux révoltes
Plusieurs rébellions font date. La plus importante fut celle d'Abû Rakwa Walîd b. Hishâm, prince umayyade. Ce dernier s'allia les Berbères Zanâta et les partisans de Banû Ḳurra, opposés au calife. Il triompha, se présentant comme l'anti-calife à la fin de l'année 1004/5. Al-Hâkim unit les ghulâms hamdânides aux Bédouins tayyites de Mufarridj b. Dag̲hfal sous le commandement d'al-Faḍl b. Sâlih pour disposer d'une armée efficace lui obéissant. Al-Faḍl b. Sâlih remporta la bataille d'Alexandrie sur Abû Rakwa au Fayyûm en août 1006. Abû Rakwa fut contraint de fuir vers la Nubie. Il fut capturé puis livré par l'amîr de Nubie et supplicié au Caire en mars 1007. Ayant vaincu les insurgés, le calife se présenta sous un jour plus modeste, s'excusa publiquement pour le grand nombre d'exécutions qu'il avait demandées, pour récupérer la confiance de ses garnisons.
Autre exemple de soulèvement problématique pour al-Hâkim : la rébellion palestinienne, en 1011/2, de Mufarridj le Ḏjarrâhide, motivée par le vizir al-Husayn b. 'Alî al-Mag̲hribî (le vizir al-Mag̲hribî) réfugié à la cour de son fils Hassân b. al-Mufarridj depuis l'exécution en 1009 de son père 'Alî al-Mag̲hribî. Un nouvel anti-calife, le sharîf (personne de la noblesse) de la Mekke, put ainsi asseoir son pouvoir dans la région. Al-Hâkim dut soudoyer Hassan pour qu'il ne soutienne plus le sharîf.

#### Le début des excentricités
Il commença par arpenter les ruelles d'al-Fustât à n'importe quelle heure du jour ou de la nuit en compagnie d'amis et de gardes. C'est pourquoi boutiques et maisons étaient toujours en effervescence. Le calife se délectait du spectacle de scènes de lutte entre des gens du peuple (musâra'a), bagarres qu'il pouvait provoquer lui-même et qui se transformaient parfois en rixes meurtrières entre groupes rivaux. Il s'habitua à ce genre de pratiques après la disparition de son tuteur.

#### Un calife bâtisseur assurant la continuité du pouvoir fatimide

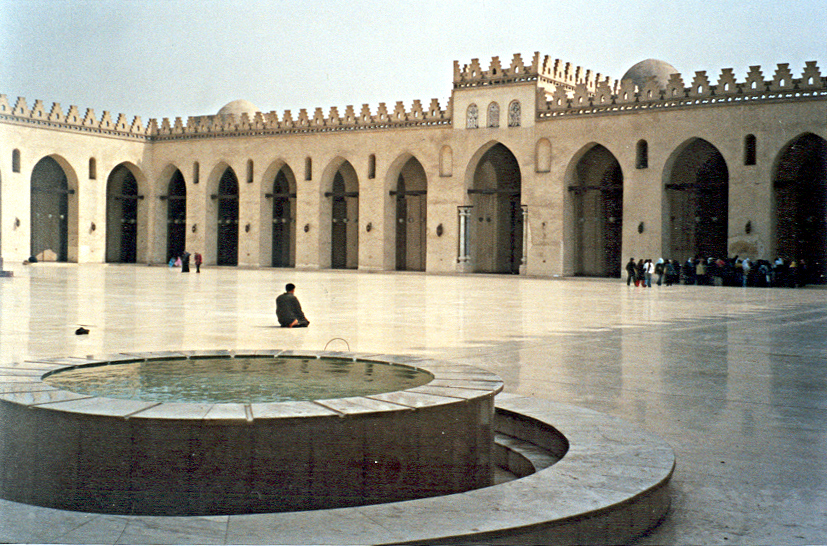
Mosquée de Al-Hâkim (Le Caire)
Commencée sous le règne de son père elle est terminée en 1013.

Le calife, malgré son image sulfureuse, apparaît également en philanthrope et en porteur de projets de grands travaux destinés à asseoir son pouvoir temporel. En 1005, Al-Hâkim fonda une maison de la sagesse, première université musulmane : la Dar al-Hikma du Caire, munie d'une importante bibliothèque publique où l'astronomie et la philosophie étaient enseignées en sus des disciplines purement religieuses comme la connaissance des hadiths et du Coran. C'est là que les futurs missionnaires (dâ`i) recevaient l'enseignement des doctrines ismaéliennes qu'ils étaient ensuite chargés de répandre dans tout le monde musulman. Il favorisa le développement des sciences et des lettres ; l'historien al-Musabbihî fut un de ses intimes ; l'astronome 'Alî b. 'Abd al-Rahmân composa pour lui son ouvrage al-Zidj al-kabîr. Il eut d'excellents rapports avec le médecin Ibn Muqashshir, sur les conseils duquel il revint à la consommation du vin qu'il avait restreinte en 1005.
C'est à al-Hâkim que Le Caire doit la construction de la mosquée al-Râshîda, celle d'al-Maqs et l'achèvement de la mosquée dite d'al-Hâkim, commencée par al-'Azîz.

#### Politique extérieure
Son règne ne semble pas avoir fondamentalement ébranlé la puissance fatimide puisqu'il conserve le vaste domaine califal qui, à son époque, n'avait encore rien perdu territorialement. Il participe même à l'expansion de l'empire fatimide en conquérant la Syrie jusqu'à Alep.
Al-Hâkim eut à s'opposer aux qarmates régnant à Bahreïn, au calife abbasside de Bagdad, al-Qâdir bi-Amr Allah, lui qui en 1013, ordonna aux chiites duodécimains de rédiger le « manifeste de Bagdad (en) » (un document proclamant qu'Al-Hâkim n'était pas un descendant de `Alî), aux Berbères à l'ouest et aux Turcs au nord. En plus de cela al-Hâkim avait des relations compliquées avec ses propres vizirs à l'intérieur (au cours des vingt dernières années du règne d'al-Hâkim, quinze vizirs se sont succédé). Pendant quelque temps, son autorité fut reconnue jusqu'à Mossoul et à Alep.

### 1008-1014: le zèle religieux
Si al-Hâkim avait décrété dès 1004 l'obligation pour les chrétiens et les juifs de porter le zunnâr (ceinture reconnaissable) et le turban noir, et interdit la procession des Rameaux à Jérusalem en 1007, c'est en 1008 que sa politique religieuse prit un tournant radical. Cette année-là, il confisqua les biens (waqf) des églises et monastères d'Égypte.
L'année 1009 vît la destruction de nombreux monastères et églises : particulièrement le monastère de Qusayr, en Égypte et l'église du Saint-Sépulcre à Jérusalem. La destruction de ce haut-lieu de la chrétienté mit un terme aux relations pacifiques entre l'empire fatimide et l'empire byzantin, l'empereur Basile II interdisant en 1015 les relations commerciales avec l'Égypte et la Syrie. Les dhimmis se virent obligés de porter le ghiyar (insigne, morceau de tissu coloré distinguant les « gens du Livre » des musulmans) en sus du zunnar.
En 1010, les mesures contre l'ébriété furent renforcées, les lieux encourageant l'ivresse surveillés. Les chants et les jeux furent prohibés, l'accès aux bains interdit aux femmes.
En 1011, la quantité de raisin autorisée à la vente fut limitée à un peu plus de deux kilogrammes par transaction, puis la vente de raisin fut tout à fait interdite et de grandes quantités jetées dans le Nil. Les chrétiens n'eurent plus le droit de se rassembler pour la fête de la croix (la fête la plus significative de la liturgie). Les femmes furent privées du droit de sortir après la prière du soir.
En revanche, al-Hâkim permit en 1013 aux chrétiens et aux juifs d'émigrer en territoire grec avec tous les biens qu'ils pourraient emporter avec eux. En 1014, deux massacres eurent lieu à al-Fustât. Le calife ordonna le remplacement des fonctionnaires chrétiens par des musulmans. Ces mesures furent rendues encore plus sévères à la suite de suppliques chrétiennes, et un grand nombre de chrétiens furent contraints de se convertir à l'islam.

#### Vexations envers les sunnites
En ce qui concerne les mesures anti-sunnites et spécifiquement chiites, elles se heurtèrent à une vive résistance de la population égyptienne en majorité sunnite, et furent, soit pour cette raison, soit par accès de libéralisme, parfois rapportées. Les prières sunnites furent régulièrement interdites, mais le calife revint toujours sur ces décisions. Al-Hâkim décréta en 1005 l'anathème contre les compagnons du Prophète. Cette mesure fut si impopulaire qu'il la supprima deux ans plus tard. Les mesures de rigueur contre les sunnites provoquèrent un grand zèle pour le chiisme, et on se pressa aux conférences que faisait au palais le grand cadi, au point que des gens périrent étouffés.

#### Une politique au service de la religion?
Ces mesures peuvent s'expliquer — pour une part seulement — par un zèle religieux de la part du calife. Il aurait interprété à la lettre le Coran (donnant lieu aux mesures interdisant aux femmes de sortir de chez elles par exemple, et à l'interdiction complète de l'alcool), tout cela dans un but de moralisation de la société. Les vexations à l'égard des sunnites peuvent s'interpréter comme une politique visant à unifier l'islam derrière la bannière chiite. Pour Thierry Bianquis, al-Hâkim est « un fou d'unité ». Il voit l'an 400 de l'Hégire (1009) comme l'année où les vestiges des religions précédant l'ismaélisme vont disparaître. Il s'agit donc d'accélérer ce processus en poussant à la disparition des religions du Livre. D'autres mesures, telles les massacres de chiens, demeurent tout à fait obscures dans leurs motivations. Les seuls chiens autorisés par Mahomet étaient ceux des bergers et de chasse.

### Les sept dernières années

#### Les accès d'humilité du souverain
Les années 1013 et 1014 marquent un tournant dans la pratique du pouvoir d'al-Hâkim. Il commença par interdire en 1012 qu'on se prosterne devant lui, qu'on l'appelle « Notre Seigneur », qu'on fasse battre du tambour et sonner de la trompette autour du palais. Il fit montre d'abstinence sous tous les rapports, dans sa nourriture et dans les jouissances corporelles. Il laissa croître ses cheveux, se vêtit de vêtements grossiers en laine noire, il ne monta qu'à âne, et distribua de larges aumônes. En 1013, après la proclamation de son cousin 'Abd al-Rahîm b. IIyâs comme héritier présomptif, il laissa à cet héritier le soin des affaires de l'État. Vers la fin de son règne, cette humilité et cet ascétisme ne firent que s'accentuer au point qu'il ne changeait plus de vêtements et prolongeait longtemps ses promenades pendant lesquelles il restait seul.

#### Al-Hâkim et la divinisation
Sa folie, à moins que ce ne soit sa conviction intime, l'ismaélisme poussé jusqu'à ses dernières conséquences, lui fit accepter et favoriser les théories d'extrémistes ismaéliens suivant lesquels la divinité s'était incarnée en lui. Les informations des historiens sur le rôle respectif qu'ont joué en cette affaire des missionnaires ismaéliens, Hamza b. 'Alî b. Ahmad al-Zawzânî et Muhammad b. Ismâ'îl Anushtekîn al-Darazî, sont assez confuses, et il est certain que plusieurs épisodes ont été confondus. En tout cas, il semble que ce soit en 1017-18 que commença cette prédication, avec l'accord du calife.

#### La persistance de la cruauté
Ce n'est pas pour autant que le calife cessa ses violences. Yahyâ b. Sa'îd raconte une scène de l'année 1016-17, où en pleine rue il fit exercer des violences sur un vieux débauché par un de ses écuyers noirs et assista en riant à ce spectacle. Un de ses actes les plus cruels fut la décision qu'il prit à la fin de mars 1020 de faire incendier al-Fustât, car des messages injurieux avaient circulé contre lui. Il donna l'ordre à des troupes noires de piller et d'incendier al-Fustât. Les troubles durèrent toute une semaine et laissèrent une grande partie d'al-Fustât en ruine.

#### Retour en grâce des chrétiens
Yahyâ b. Sa'îd rapporte que le calife al-Hâkim autorisa en 1019-1020 la reconstruction des églises qu'il avait fait détruire une décennie auparavant, qu'il leur rendit leurs waqf et qu'il ordonna à la police de protéger les chrétiens. Cela eut lieu après la médiation d'un ecclésiastique melkite, Anbâ Salmûn (les coptes ont la même tradition, mais avec Poemen, un moine copte). Le calife autorisa même les chrétiens convertis à l'islam durant la persécution à retourner à leur foi, en violation du droit islamique qui édicte la peine de mort en cas d'apostasie.

#### La disparition du calife
Al-Hâkim demeura mystérieux jusque dans la mort. Le 13 février 1021, il disparut au cours d'une promenade nocturne sur le mont Muqattam. Il s'éloigna des deux écuyers qui l'accompagnaient et qui avaient ordre de l'attendre. Ils ne le revirent plus et revinrent au palais le lendemain matin. On fit des recherches. Cinq jours après, on retrouva ses vêtements percés de coups de poignard. Selon une version plausible, il aurait été assassiné à l'instigation de sa sœur Sitt al-Mulk, qui craignait pour sa vie. Plusieurs traditions circulèrent, dont aucune n'est sûre : assassiné par un inconnu, réfugié dans un couvent pour y finir ses jours, etc. Les druzes croient à une occultation qui durera jusqu'au jour où il réapparaîtra (thème chiite du « retour »).

### Postérité
Après sa mort, certains de ses proches, regroupés autour d'un de ses vizirs, Muhammad al-Darazi, en firent une figure sacrée, le proclamant occulté, fondant ainsi la secte des druzes (1021). « À ce moment [en 1017-1018] deux Persans, Hamza et Darazî (duquel vient le nom : Druze), prêchaient une doctrine d'après laquelle Hâkim incarnait l'Intellect divin, la plus haute manifestation de Dieu en dehors de son être ineffable : Hâkim adopta la doctrine et tira une vengeance terrible d'émeutiers soulevés contre elle ». Cette tendance à diviniser l'Imam existait depuis les premiers imams chiites. L'imam chiite Ja'far as-Sâdiq avait fait brûler les chiites qui avaient voulu le diviniser (vers 750).
L'image de ce personnage historique à la personnalité bigarrée et aux choix politiques apparemment paradoxaux est ainsi contrastée selon les auteurs. Certains retiennent la part brillante de son règne, d'autres l'intransigeance religieuse de l'homme. Par exemple, dans l'histoire littéraire, on trouve un panégyrique d'al-Hâkim où il apparaît comme un prince brave et juste. Les contes des 1001 Nuits en donnent l'image d'un philanthrope libéral, par exemple dans le conte du marchand du Caire qui avait donné à boire au calife et qui, selon la légende, reçut de sa main l'ensemble des pièces frappées cette année-là. Plus encore, une de ces légendes fait découler la construction du souk du Caire d'un acte généreux du calife.
D'autres lui reprochent sa folie supposée, théorie qui leur permet d'expliquer rationnellement le surprenant décalage entre les différentes politiques qu'il a menées au cours de sa vie.

## Historiographie: un personnage énigmatique
Il faut préciser que l'étude de son règne est rendue difficile car al-Hâkim est très mal dépeint dans les sources sunnites, trop négatives pour être entièrement vraies selon l'historien P.K. Hitti, et trop bien décrit dans les sources ismaéliennes.
La majeure partie de ceux qui l'étudièrent ont pu reconnaître qu'il était généreux : lorsqu'il s'efforça de lutter contre la famine par exemple en faisant des dons personnels. Il aurait eu l'intention de gouverner avec le concours des notables du Caire, mais il semblerait que cela ne soit resté qu'un vœu pieux. Dozy et A. Müller, historiens, en font un idéaliste. Ivanow affirme qu'il a voulu permettre le triomphe de l'islam, ismaélien ou non, et détruire par là même le christianisme. L'historien et médecin chrétien Yahyâ d'Antioche loue son abolition des taxes (mukûs) et impôts. En effet, il abolit le quint et le nadjwâ, taxe destinée à financer les séances de science ismaélienne données à la cour. Il loue encore celui qui allait parfois jusqu'à restituer des biens enlevés de façon douteuse à leurs propriétaires. D'autres décrivent parfois, après avoir exposé sa générosité, sa cruauté et sa folie. C'est le cas de Yahyâ. Il tenta une explication médicale de sa « folie ».
Il semble donc difficile de trancher sur la personnalité d'al-Hâkim, aujourd'hui encore au centre de querelles théologiques musulmanes entre druzes, ismaéliens et chiites. Nous pouvons dire que ce personnage, a priori inconstant tant dans ses manières que dans sa conduite politique et sociale des affaires du califat, suscite un débat historiographique et théologique toujours vif.

## Dans la culture
- Gérard de Nerval, Voyage en Orient, récit de voyage et nouvelles, Folio Classique, 1998.
- Fabrice Frémy, La Missive, Éditions Cortambert, 2011.